# René Cruse
Pour les articles homonymes, voir Cruse.
René Cruse, né à Bordeaux le 2 mars 1922 et mort à Genève le 8 décembre 2017, est un pasteur devenu athée, un militant pacifiste, un écologiste actif dans le mouvement antinucléaire et un écrivain français.

## Biographie
René Cruse est né à Bordeaux dans une famille de négociants en vin.
Pendant la Seconde Guerre mondiale, il s'évade de France en 1943, rejoint les Forces françaises libres à Casablanca, participe au débarquement de Provence en août 1944 et à la Libération. Il est décoré de la croix de guerre 1939-1945.
Il devient militant anti-militariste pendant la guerre d'Algérie, et, avec cinq collègues, dont Jean Lasserre, il renvoie son livret militaire en 1957 surtout pour appuyer le projet de statut légal des objecteurs de conscience.

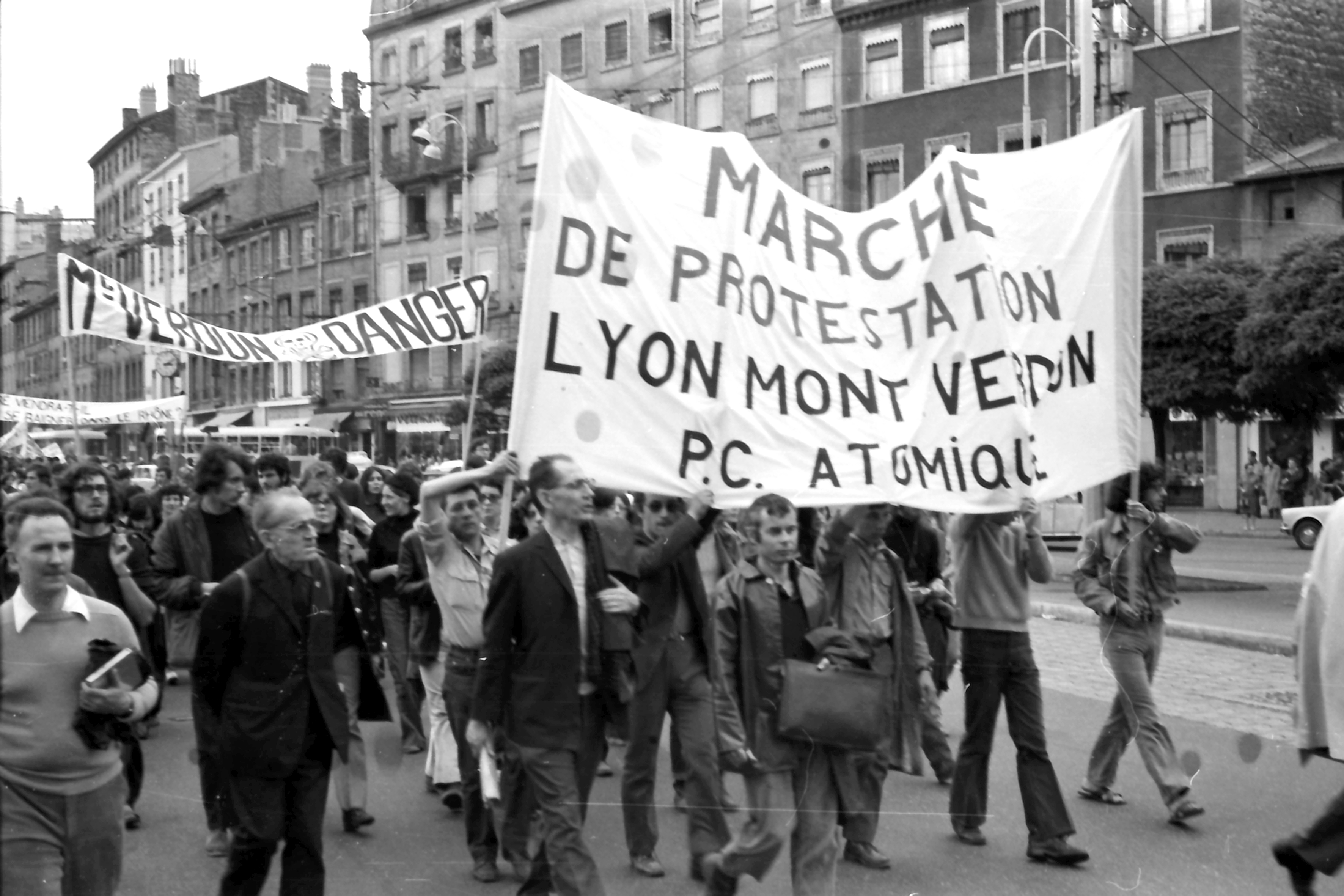
Maître Jean-Jacques de Felice, Théodore Monod, le pasteur René Cruse et Yvon Montigné, le 19 juin 1971, en tête de la marche du Groupe d'action et de résistance à la militarisation, de Lyon au Mont-Verdun, contre la force de frappe nucléaire.

Il s'engage contre l'armement atomique et la politique nucléaire française. Il participe à Lyon à des manifestations du Groupe d'action et de résistance à la militarisation (Garm) contre le poste de commandement de la force de frappe nucléaire du Mont Verdun. En tête de la Marche de la paix du 19 juin 1971, il prend la parole et défile, avec des milliers de personnes, de Lyon au Mont Verdun.
René Cruse s'engage en faveur des objecteurs de conscience, il est inculpé en 1972 pour avoir fait connaître l'existence du statut d'objecteur en France, alors que la loi l'interdit. Il est inculpé pour incitation à l'insoumission et à la désertion, ce que dénonce Yves Le Foll à l'Assemblée nationale. Le procès a lieu en 1973 à Corbeil-Essonnes et provoque des manifestations de soutien,,. René Cruse s'affirme antimilitariste « dans une perspective de lutte des classes. »
René Cruse a été membre du Comité de parrainage du Centre de documentation et de recherche sur la paix et les conflits rebaptisé Observatoire des armements.
Avec le temps, René Cruse s'inscrit également comme critique radical de l'institution religieuse. Il écrit en 1992 : « L'Église-institution a-t-elle jamais eu un autre langage qu'obscurantiste ? ». Il défend ce qu'il nomme une « spiritualité athée » ou un « athéisme pacifique ».

« Bien sûr, il ne faut pas être naïfs, on a de la peine à imaginer un monde sans religion, pas plus qu’un monde sans guerre et sans prostitution. Tout au plus pouvons-nous tenter, grâce à un athéisme pacifique, de tempérer ces « errances » antiques que sont précisément les religions, les guerres et le sexisme, tous trois toujours portés par des discours amphigouriques. »

— René Cruse, Nitroglycérine religieuse.
René Cruse vit à Genève à partir de 1977, aux côtés de Marielle Budry (féministe engagée et psychologue). Il s'engage dans le mouvement alternatif local et devient président des Jardins de Cocagne, participe au Groupe pour une Suisse sans armée, est cofondateur du « Comité Paix Genève », premier président de l'Association des lecteurs du Courrier, devient accompagnant au Groupe sida Genève. Il fait la connaissance de Jean Ziegler, puis de Daniel de Roulet.

### Vie professionnelle
René Cruse est licencié en théologie, pasteur de l'Église réformée de France pendant 25 ans successivement à Nancy, à Cannes-et-Clairan (Gard), à Casablanca, puis à Nevers.
Il est secrétaire francophone du Mouvement international de la réconciliation de 1968 à 1974, puis responsable des relations publiques au Centre de création industrielle (au Centre Georges-Pompidou) à Paris de 1974 à 1977.
À Genève, René Cruse travaille à la Fédération des centres de loisirs, jusqu'à sa retraite. Il est diplômé de l'Institut universitaire d'études du développement (IUED) à Genève.

### Vie politique
René Cruse est candidat du Mouvement contre l'armement atomique (MCAA) aux élections législatives à Nevers en 1967, sous l'égide du Parti socialiste unifié (PSU). Cette candidature « anti-bombe nucléaire » est parrainée par Alfred Kastler, Théodore Monod et Jean Rostand,,. Il est à nouveau candidat du PSU aux législatives de 1973 dans le département de l'Essonne. Il est membre du PSU depuis mai 1968. Il en démissionne en décembre 1973 car il juge que « les tendances actuelles du parti s'alignent de plus en plus sur un programme commun qui ne remet pas en cause radicalement et fondamentalement les structures, les lois et les règles de l'économie du régime actuel ».

## Œuvres
- Dialogue politique avec la mort, préface de Gilles Perrault, éditions Pour de Vrai, Cormagens, Suisse, 1990, 104 pages
- L'ancêtre de notre avenir, préface de Francis Jeanson, éditions Golias, Lyon, 1994, 127 pages
- En colère… toujours !, 1999, 26 pages, « en vente à la Librairie du Boulevard »
- Un pasteur en politique, 2003, 23 pages, « en vente à la Librairie du Boulevard »
- Au train où vont les choses, testament intellectuel, 2012, à compte d'auteur

### Autobiographies
- La faute du pasteur Cruse, préface de Jean Ziegler, éditions les Lettres Libres, Paris, 1986, 202 pages  (ISBN 2867510864)
- Entretiens avec un rebelle, avec Raymond Zoller et Daniel de Roulet, préface de Daniel de Roulet, éditions L'Harmattan, collection Cheminements spirituels, Paris, 2005, 157 pages  (ISBN 274758139X)
- Tranche de vie, vie tranchée (« Web-documentaire », témoignage filmé), textes René Cruse, introduction Jacques Geoffroy, images et montage Luca Lennartz, Atelier Luca, 2011, 30 minutes. Récit de guerre basé sur des notes manuscrites portant sur la période d'août 1944 à mai 1945 ; récit oral accompagné de textes et complété par des images d'archives[23]